# Medicinhistoriska museet i Helsingborg

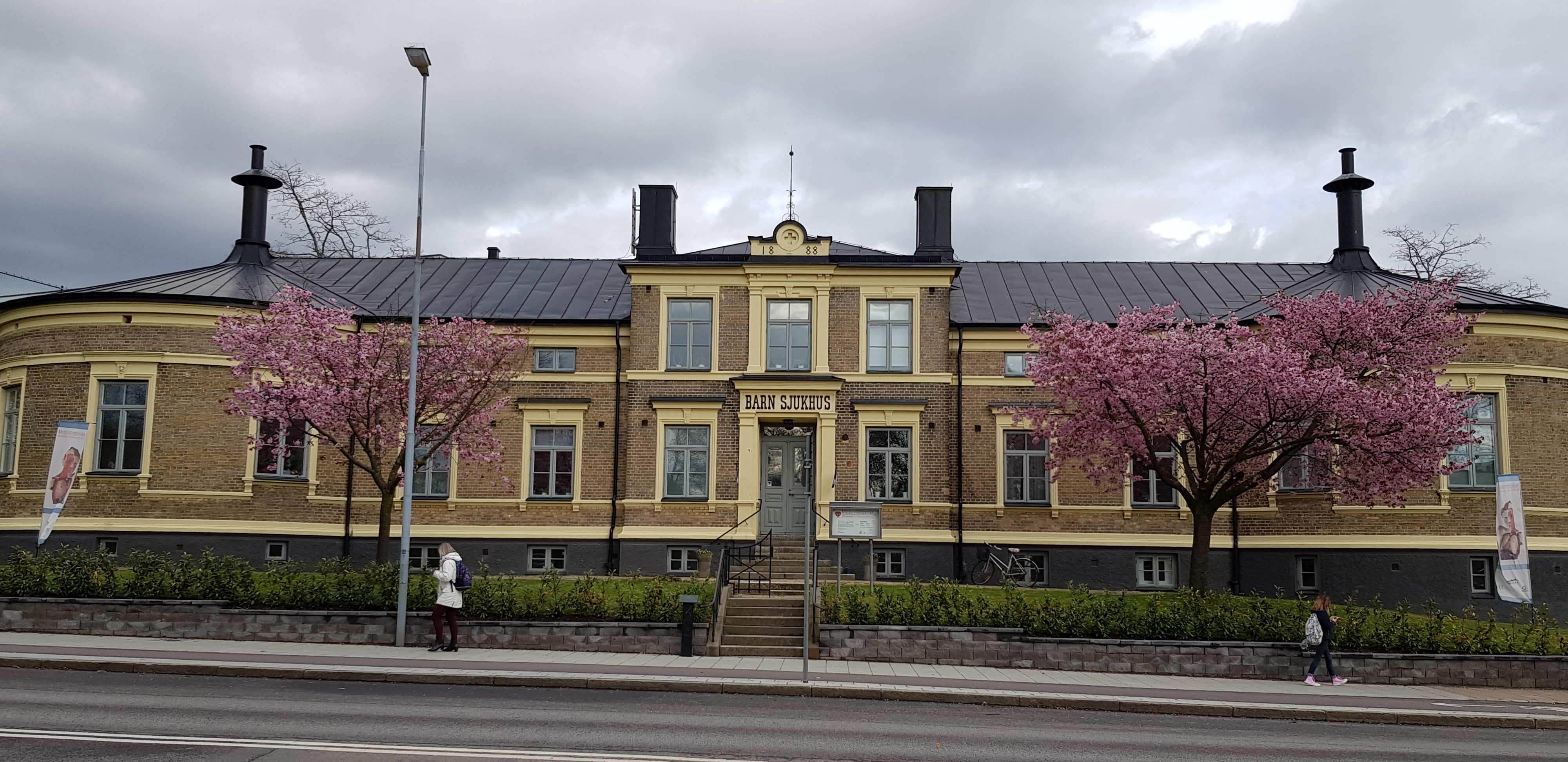
Gamla Barnsjukhuset.

Medicinhistoriska museet i Helsingborg, tidigare Helsingborgs medicinhistoriska museum, är beläget i Gamla Barnsjukhuset vid Bergaliden i Helsingborg och drivs sedan 1 oktober 2020 av Helsingborgs medicinhistoriska förening.
Museet visar upp föremål som varit i bruk vid de olika vårdinrättningarna i Helsingborg: Barnsjukhuset, Helsingborgs lasarett, Vanföreanstalten, Sankta Maria sjukhus och Epidemisjukhuset. Dessutom finns utställningar om läkemedelstillverkningen vid läkemedelsföretaget Leo (numera McNeil), det medicintekniska företaget Viggo AB, brunnslivet vid Ramlösa hälsobrunn och verksamheten på Sankta Maria sjukhus.

## Historik
Museet tillkom till stor del genom arbetet av läkaren Herbert Enell och sjukvårdsföreståndaren Ingrid Nilsson. Just Nilsson hade under åren lagt ner mycket tid på att samla in och bevara föremål från olika sjukvårdsinrättningar. De medicinhistoriska samlingarna visades under en tid upp för allmänheten i Villa Hevea vid Dunkerska sjukhemmet. Tankarna på en förening för bevarandet av medicinhistoriska värden väcktes under 1970-talet och 1982 bildades Helsingborgs medicinhistoriska förening. För att få till stånd ett museum i staden bildades en kommitté, som lyckades övertyga landstinget att upplåta det gamla barnsjukhuset från 1888 till museum. Barnsjukhuset var då mycket förfallet och hotades av rivning, men räddades i och med detta från ett sådant öde. En genomgående restaurering av byggnaden utfördes och den kunde den 18 april 1986 nyinvigas av landshövdingen i Malmöhus län, Bertil Göransson. Efter en tids arbete med att inrätta utställningarna i byggnaden kunde det Medicinhistoriska museet slutligen öppna för allmänheten den 21 oktober 1986.
Samlingarna ägs av Region Skåne och Helsingborgs medicinhistoriska förening drev museet till 2013. Då såldes Gamla barnsjukhuset, samlingarna packades och föreningen erbjöds nya lokaler och ett samarbete med Kulturen under namnet Medicinhistoriska museet i Helsingborg. Den nya ägaren, entreprenören Våge Svensson, köpte byggnaden för att ha kvar den som museum och subventionerar hyran och upplåter lokaler till föreningen. Nyinvigning av museet med basutställningen Tro, hopp och hälsa är planerad till 4 september 2015.